# Appareil digestif
 (février 2022).
Si vous disposez d'ouvrages ou d'articles de référence ou si vous connaissez des sites web de qualité traitant du thème abordé ici, merci de compléter l'article en donnant les références utiles à sa vérifiabilité et en les liant à la section « Notes et références ».

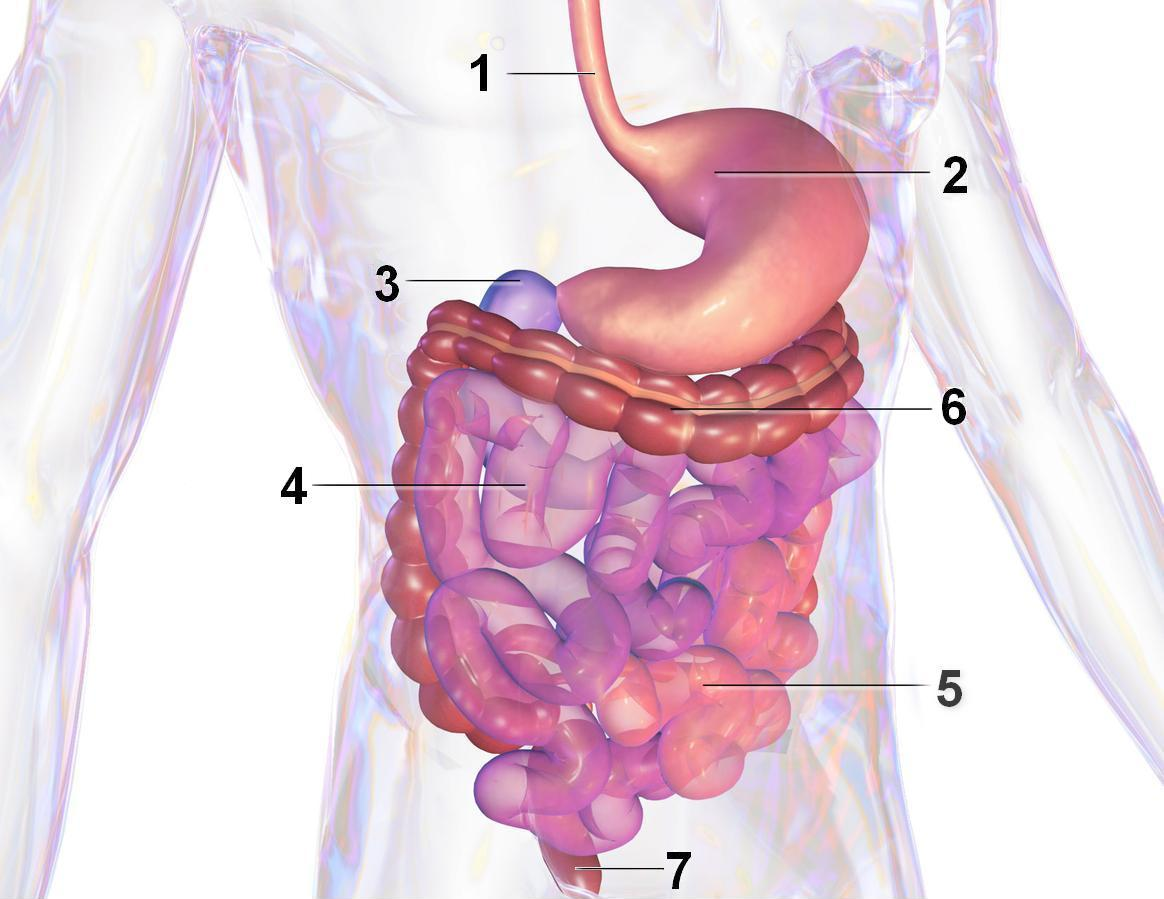
Schéma d'une partie de l'appareil digestif d'un humain.

Le système digestif, appelé aussi appareil digestif, est l'ensemble des organes qui chez les êtres vivants a pour rôle d'assurer l'ingestion et la digestion des aliments pour en extraire l'énergie et les nutriments nécessaires à la survie de l'organisme qui sont ensuite absorbés par l'organisme. Ce système est essentiel à la vie des animaux et se retrouve nécessairement pour toutes les espèces. Le rôle de ce système biologique est également d'assurer l'excrétion des matières alimentaires qui n'ont pu être absorbées par l'organisme.
Le système digestif varie de manière plus ou moins importante d'un animal à un autre. Ainsi il peut être très simple pour les organismes unicellulaires et les éponges où il n'y a pas de système digestif différencié et où la digestion des aliments se fait au sein même de leurs cellules, ou bien être différencié mais sans spécialisation comme chez les cnidaires et les vers plats où la digestion est assurée au sein de la cavité gastrovasculaire et où la bouche et l'anus sont indifférenciés. La spécialisation commence lorsque la bouche et l'anus sont différenciés et qu'ainsi les aliments passent successivement dans une série d'organes plus ou moins nombreux selon les espèces. Les nématodes sont un exemple de système digestif spécialisé très simple ne disposant que d'une bouche, d'un pharynx, d'un intestin et d'un anus. Mais le nombre d'organes et leur complexité peut augmenter selon le régime alimentaire qui nécessite plus ou moins de traitements pour que la digestion soit assurée. C'est ainsi que les ruminants disposent de plusieurs organes supplémentaires et d'un estomac à plusieurs chambres.
L'étude du système digestif d'un animal permet de déterminer de nombreuses choses sur son régime et comportement alimentaire. C'est ainsi qu'avec les seules dents, les anthropologues sont capables de déterminer si un hominidé était en majorité herbivore ou omnivore.

## Rôle
Les plantes sont capables de produire des composés organiques (elles sont autotrophes), contrairement aux animaux qui en sont incapables et sont ainsi obligés de se nourrir d'êtres vivants (ils sont hétérotrophes). Les composés organiques ingérés servent à deux choses :
- comme source d'énergie ;
- comme éléments que l'organisme est incapable de synthétiser, ce sont les nutriments et minéraux essentiels.

Les molécules organiques ingérées sont relativement complexes et nécessitent d'être digérées par l'organisme pour être réduites en plus petites molécules. Une fois réduites, elles sont absorbées, tous les autres éléments sont évacués du système digestif.

## Types
Bien que les éponges soient des animaux, la digestion de leur nourriture est intracellulaire, comme chez la bactérie. Mais des animaux plus complexes, comme l'hydre, ont développé une cavité gastro-vasculaire où la nourriture est acheminée pour y être digérée sous l'effet de diverses enzymes.
Le système digestif se spécialise lorsqu'il y a une séparation de la bouche (par où pénètre la nourriture) et l'anus (par où sont expulsés les déchets). Dans le cas de l'hydre, la bouche et l'anus sont indifférenciés, ce qui n'est pas le cas de la nématode qui a développé un tractus digestif unidirectionnel où la nourriture passe successivement par la bouche, le pharynx, l'intestin et l'anus.
Selon leurs régimes alimentaires, les animaux sont classés en trois groupes :
- les herbivores, qui se nourrissent exclusivement de plantes ;
- les carnivores, qui se nourrissent exclusivement d'autres animaux ;
- les omnivores, qui se nourrissent aussi bien de plantes que d'animaux.

Ces régimes alimentaires ont nécessité la spécialisation de tous les organes composant le système digestif.

## La gueule
La bouche est le point d'entrée de la nourriture. Chez certains animaux, comme l'Homme, des glandes salivaires produisent ce liquide qui sert à mouiller les aliments pour faciliter la déglutition, mais aussi pour éviter l'abrasion des tissus composant le pharynx et l'œsophage. La salive contient des enzymes servant à pré-digérer certains composés organiques, comme c'est le cas de l'amidon. La digestion salivaire est généralement minimale chez les carnivores, car ils ingurgitent leur nourriture sans véritablement la mâcher, contrairement aux herbivores.
La bouche a des formes très différentes selon les espèces. Un exemple de cette diversité est présent chez les insectes où les formes de leurs pièces buccales sont aussi différentes que leurs régimes alimentaires.

### Dent
Selon le régime alimentaire, les dents ont différentes utilités. Chez les carnivores, elles servent à arracher la nourriture et sont à cet effet pointues et sans surface plate. Contrairement aux herbivores qui mâchent les plantes pour en extraire la cellulose, leurs dents sont donc plates et crénelées.
Chez les omnivores, comme l'Homme, on retrouve ces deux types de dents. La partie antérieure correspond à un carnivore avec les canines, alors que la partie postérieure est de type herbivore avec les molaires.
Chez les animaux dépourvus de dents (comme les oiseaux), la mastication est assurée par un organe spécialisé, le gésier.

### Langue
La langue assure plusieurs rôles et pas nécessairement liés à la nutrition comme c'est le cas de la phonation. Elle assure le mélange de la nourriture avec la salive et une fois les aliments correctement mâchés, la langue déplace ces derniers vers l'arrière de la bouche où la déglutition commence.

## Pharynx
Lorsque les aliments arrivent dans le pharynx, un réflexe déclenche plusieurs mouvements différents selon les espèces. Ainsi chez les vertébrés le larynx pousse la glotte contre l'épiglotte évitant ainsi aux aliments de se retrouver dans le tractus respiratoire.

## Œsophage
Le réflexe déclenché par la pression dans le pharynx déclenche également dans l'œsophage, qui est un tube musculeux, un péristaltisme, qui est une série de contractions musculaires permettant aux aliments mâchés de se déplacer vers l'estomac. L'entrée dans l'estomac est, selon les espèces, contrôlés par un sphincter et évitant ainsi que les aliments dans l'estomac, qui baignent dans des sécrétions acides, ne remontent dans l'œsophage et n'abîment ce dernier.

## Estomac
L'estomac est un organe creux situé sous le diaphragme dont une poche qui sécrète de l'acide chlorhydrique concentré qui est essentiel dans la digestion. Selon le régime alimentaire des animaux, l'estomac peut avoir une structure très différente. Ainsi certains herbivores, tous les carnivores et omnivore ont une seule poche et sont à ce titre des animaux mono gastriques. Les ruminants par contre sont plurigastriques car il est nécessaire pour eux en raison de leur régime alimentaire riche en cellulose de ruminer leur nourriture pour la remastiquer.

## Gésier
Le gésier est une partie musculaire (muscle fibreux qui forme une poche) de l'estomac des archosauriens, groupe qui comprend les oiseaux et les crocodiliens. Il a aussi des fonctions glandulaires.
Le gésier fait partie des structures anatomiques dites « pro-ventricule » (poches précédant l'estomac dans le tractus digestif), structure également présente chez certains poissons et invertébrés. Des évidences fossiles nous permettent de croire qu'il était présent chez certains dinosaures. Cet organe leur permet de broyer les aliments durs, en avalant des cailloux dits grit (diminutif de gastrolithes).
Il n'y a pas d'équivalence au gésier chez les mammifères. La panse des ruminants est un autre type de structure.

## Intestins
L'intestin est un tube digestif comptant 3 différentes parties principales (duodénum – jéjunum – ileum) qui servent à absorber les nutriments comme les acides aminés (présents dans les protéines), les acides gras et les oses (sucres). Son pH est plutôt basique à cause de la bile, qui est sécrétée par le foie et concentrée dans la vésicule biliaire. Elle est relarguée dans le duodénum (avec l'acide chlorhydrique (HCl) qui provient de l'estomac).

### Intestin grêle
Son rôle est d'absorber l'eau, récupérer quelques nutriments (composés organiques et minéraux) et de préparer les selles.

### Côlon
Le rôle du côlon est principalement de stocker sous une forme plus compacte la matière fécale semi-solide en attente d'évacuation, et surtout de récupérer l'eau (H2O) des résidus semi-liquides de la digestion afin d'empêcher la liquéfaction des selles (cas des diarrhées) et de contribuer ainsi à maintenir l'équilibre hydrique de l'organisme en évitant la déperdition inutile de fluides aqueux. 

## Anus
C’est la dernière partie du rectum. La matière fécale y est éjectée lorsqu'elle s'est accumulée dans le côlon et passe le sphincter anal .

## Organes accessoires
L'appendice

### Foie
Le foie s'occupe du stockage des glycogènes dans l'organisme au niveau des muscles et de la sécrétion de la bile pour la digestion.

### Vésicule biliaire
La vésicule biliaire est un organe piriforme, en forme de petite bourse, appendue à la face inférieure du foie. Ce réservoir membraneux (de 8 à 10 cm de long sur 3 à 4 cm de large) stocke la bile entre les phases de sécrétion. On distingue trois parties : le fond, le corps et le col qui se termine par le conduit cystique. Le canal cystique, de 3 centimètres de long, fait communiquer la vésicule biliaire au conduit hépatique commun pour former le canal cholédoque qui s'abouche dans le duodénum. La vésicule peut être l'objet d'anomalie de position, de nombre[pas clair] sans conséquence médicale. Elle peut contenir des calculs biliaires: c'est la lithiase vésiculaire à l'origine de la cholécystite aiguë.

### Pancréas
Le pancréas est un organe abdominal, une glande annexée au tube digestif appartenant à la cavité péritonéale située derrière l'estomac, devant et au-dessus des reins. Ses fonctions dichotomiques de glande à sécrétion exocrine (externe) comme pour les enzymes digestives et de glande endocrine (sécrétion interne) comme pour l'insuline, l'hormone contrôlant la glycémie (taux de sucre dans le sang), font du pancréas une glande amphicrine (ambivalente). Chez l'Homme, le pancréas avoisine les 15 cm de long pour une masse allant de 70 à 100 g.